# Sociétés faible et fort niveau de confiance
Une société à faible niveau de confiance (low-trust society) est définie comme une société dans laquelle la confiance interpersonnelle est relativement faible et où les valeurs éthiques partagées font défaut.  À l’inverse, une société à haut niveau de confiance (high-trust society) est une société où la confiance interpersonnelle est relativement élevée et où les valeurs éthiques sont fortement partagées.
La recherche francophone sur le sujet, peu prolifique, parle également parfois de cultures à faible (ou fort) niveau de capital social.

## Institutions et mécanismes
Les sociétés à faible niveau de confiance seraient généralement fondées sur les liens de parenté ;  les conséquences de ces sociétés peuvent inclure des difficultés à former et à maintenir des structures d’entreprise.  Les mécanismes et institutions corrompus, dysfonctionnels ou absents dans les sociétés à faible confiance comprennent le respect des droits de propriété privée, un système judiciaire civil fiable, le vote démocratique et l’acceptation des résultats électoraux, ainsi que le paiement volontaire des impôts.  La recherche a identifié une corrélation entre les cultures linéaires-actives (c'est-à-dire suivant un programme quotidien avec une seule tâche à la fois)  avec les sociétés à haut niveau de confiance, et les cultures multi-actives (horaires flexibles avec de nombreuses tâches à la fois, souvent dans un ordre non planifié) avec les cultures à faible niveau confiance. 

## Auto-gouvernance
Les sociétés à haut niveau de confiance affichent un degré élevé de confiance mutuelle qui n'est pas imposé par une « réglementation contractuelle, légale ou hiérarchique » extérieure, mais qui est plutôt fondée sur un « consensus moral préalable ».  De nombreux écrits sur le sujet font référence au livre de Francis Fukuyama de 1995, Trust: Social Virtues and Creation of Prosperity, dans lequel il décrit « la capacité de divers peuples à s'organiser efficacement à des fins commerciales sans dépendre des liens du sang ou de l'intervention du gouvernement ».

## Lectures complémentaires
- Faites-moi confiance, un épisode de Freakonomics Radio de 2016 sur la confiance dans les sociétés
- [vidéo] « The Origins of the Greek debt crisis », sur YouTube   – Exemple de société à faible confiance.